# Los Olivos (district)
Pour les articles homonymes, voir Los Olivos.

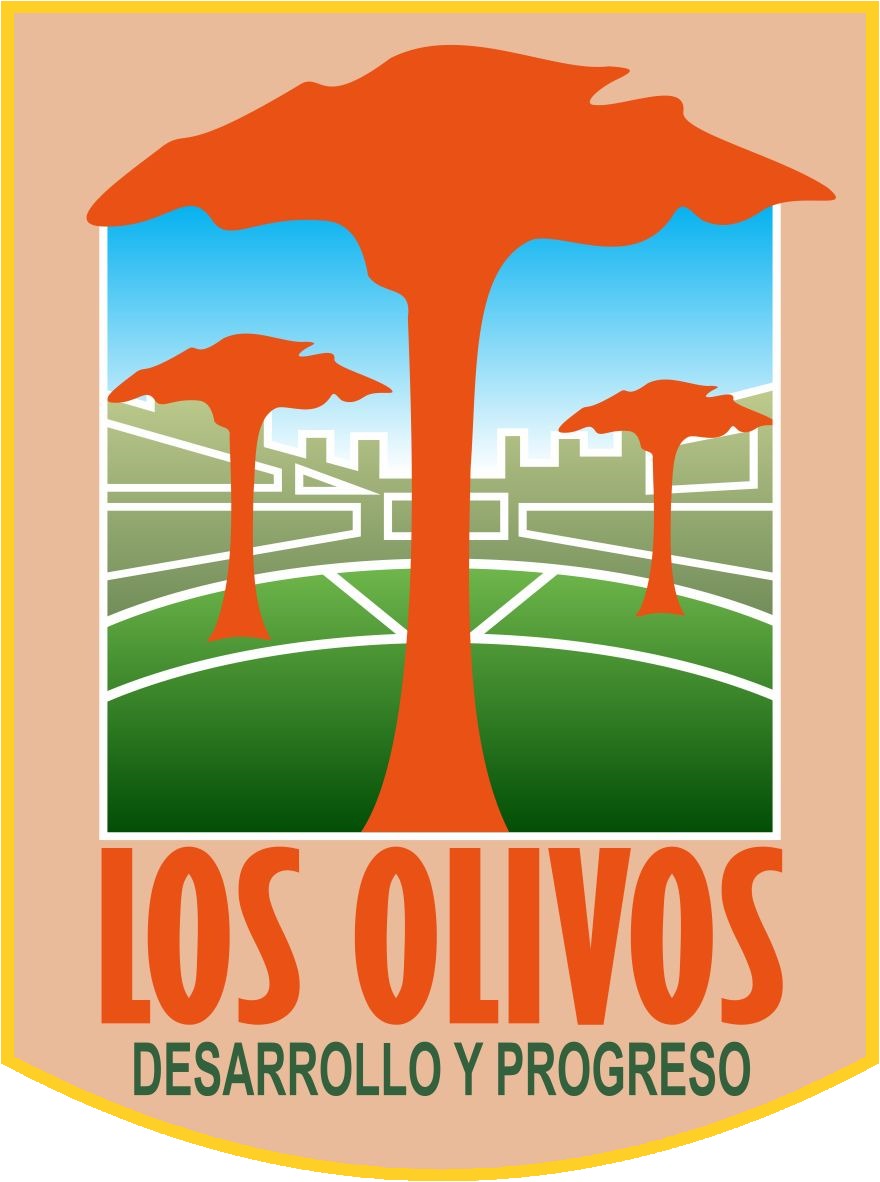
Blason de Los Olivos

Le district de Los Olivos est l’un des 43 districts que compose la Province de Lima au Pérou. Il se situe dans le nord de la ville de Lima à une quinzaine de kilomètres du centre historique.

## Géographie
Il est limité :
- au nord par le district de Puente Piedra,
- à l’est par le district de Comas et le district d’Independencia
- au sud et à l’ouest par le district de San Martín de Porres.

La population atteint 301 226 habitants (estimation en 2002 par l'INEI) pour une superficie de 18,25 km².
Code postal : Lima 39
Le district est longé et traversé (entre le km 18 et le km 20) par la Route panaméricaine Nord.

## Histoire
L’existence du district de Los Olivos est très récente puisqu’il fut créé le 6 avril 1989, quand il fit sécession avec le district de San Martín de Porres à la demande d’un nombre important de résidents des quartiers (urbanizaciones) de Las Palmeras, Mercurio, El Trébol, Villa Los Ángeles, Panamericana Norte, Parque Naranjal, entre autres, représentés par un comité de gestion qui fut chargé de faire les démarches auprès des autorités compétentes. Le motif principal de cette scission était l’abandon desdits quartiers résidentiels par la municipalité de San Martín de Porres.

## Infrastructures
Los Olivos est le district le plus connu du cône nord de Lima du fait de l’existence sur son territoire de centres commerciaux importants comme le Megaplaza, d’un hôpital municipal, de structures éducatives allant du primaire au supérieur, dont l’Universidad Católica Sedes Sapientiae et de plusieurs quartiers de classes moyennes.

## Architecture sacrée
La cathédrale du Bon-Pasteur de Los Olivos est le siège du diocèse de Carabayllo depuis le 14 décembre 1996.